# George V. Hansen
George Vernon Hansen (ur. 14 września 1930, zm. 14 sierpnia 2014 w Pocatello) – amerykański polityk, członek Partii Republikańskiej. Dwukrotnie był przedstawicielem drugiego okręgu wyborczego w stanie Idaho w Izbie Reprezentantów Stanów Zjednoczonych, najpierw w latach 1965–1969, i ponownie w latach 1975–1985.